# Distretto di Greater Monrovia
Il distretto di Greater Monrovia è un distretto della Liberia facente parte della contea di Montserrado. Si tratta del distretto più popoloso del paese, in quanto comprende anche la capitale Monrovia, da cui è comunque amministrativamente indipendente.